# Đồng Tồn Trạch
Đồng Tồn Trạch (1616-1692) là quan nhà Lê trung hưng trong lịch sử Việt Nam.

## Sự nghiệp
Đồng Tồn Trạch người làng Lôi Dương, huyện Chí Linh, tỉnh Hải Dương, Việt Nam. Ông nội ông là Đồng Đắc và bác ông là Đồng Hãng đều có tài văn chương. Đồng Hãng đỗ đồng tiến sĩ thời Mạc Tuyên Tông, làm tới chức Thượng thư rồi theo nhà Lê trung hưng. Đồng Tồn Trạch học giỏi nhờ truyền thống gia đình có nhiều người hay chữ.
Năm 31 tuổi (1646), Đồng Tồn Trạch đỗ đồng tiến sĩ đời Lê Chân Tông. Sau đó ông vào ứng chế đỗ đầu. Ông được chúa Trịnh Tráng bổ nhiệm làm Đô cấp sự.
Năm 1664 đời Lê Huyền Tông, ông được thăng làm Tả thị lang bộ Công. Năm 1669 ông được chúa Trịnh Tạc thăng làm Đô ngự sử rồi bị bãi chức.
Năm 1673 đời Lê Gia Tông, ông lại được dùng làm Hữu thị bộ Hình. Năm 1683 ông làm Thượng thư bộ Hộ, vào làm Tham tụng trong phủ chúa Trịnh Căn, tước Nghĩa Trạch hầu.
Năm 1691 khi đã 76 tuổi, ông về hưu. Được hơn 1 năm sau thì ông mất (1692), thọ 77 tuổi, được truy tặng là Thượng thư bộ Lại, Thái bảo, Nghĩa quận công.